# Can Rectoria
Can Rectoria és una masia de Sant Feliu de Buixalleu (Selva) inclosa a l'Inventari del Patrimoni Arquitectònic de Catalunya.

## Descripció
Masia aïllada situada al nucli de Gaserans.
El cos principal de l'edifici, consta de planta baixa, pis i golfes, i està cobert per una teulada a doble vessant desaiguada a les façanes principal i posterior. Adossat a aquest, un cos que consta de planta baixa i pis, i dependències d'ús agrícola.
A la façana principal del cos central, a la planta baixa hi ha dues finestres en arc de llinda i ampit de pedra i una porta amb llinda monolítca i brancals de carreus de pedra.
Al primer pis, un balcó i una finestra, tots dos amb llinda monolítica i brancals de carreus de pedra. Entre les dues obertures, hi ha un rellotge solar.
A les golfes, dues finestres amb llinda monolítica i brancals de maons disposats en sardinell.
El cos annex del costat dret, té una finestra en arc de llinda a la planta baixa, i una finestra amb llinda monolítica i brancals de carreus de pedra al pis.
La façana és de maçoneria.

## Història
La data més antiga documentada a l'arxiu del propietari és del segle xvi. També hi ha una inscripció sobre la pedra d'una finestra amb l'any 1579.
El nom de la masia és degut al fet que hi havia viscut el rector del municipi, que en realitzar-se unes permutes es va traslladar a viure més a prop de l'església. En aquell moment l'edifici va ser ocupat per uns masovers que treballaven part de les terres d'una casa pairal propera (Can Tusell, actualment en ruïna), transformant-lo en una masia i adaptant-hi les funcions i dependènceis que li són pròpies.